# Illankai Tamil Arasu Kachchi
Illankai Tamil Arasu Kachchi (ITAK, Tamil இலங்கைத் தமிழரசுக் கட்சி, singhalesisch ඉලංගෙයි තමිළ් අරසු කච්චි, „Lanka-Tamilenstaats-Partei“), englisch früher auch Federal Party, ist eine Interessenpartei der tamilischen Bevölkerungsgruppe in Sri Lanka. Die ITAK existierte von 1947 bis 1976 als eigenständige Partei und ging 1976 in der Tamil United Liberation Front (TULF) auf. Im Jahr 2004 wurde sie als Abspaltung von der TULF neu gegründet und bildet seither die nach Wählerstimmen größte tamilische Partei in Sri Lanka (Stand 2020).

## Geschichte

### Geschichte bis 1976
Kurz nach der Unabhängigkeit Sri Lankas (bis 1972 unter dem Namen Ceylon) im Jahr 1947 entschied sich die Führung des All Ceylon Tamil Congress (ACTC) für eine Beteiligung an der Regierung unter Führung der United National Party (UNP). Daraufhin spaltete sich eine Fraktion des ACTC unter der Führung von C.  Vanniasingam, E. M. V. Naganathan und S. J. V. Chelvanayakam ab und gründete 1949 eine neue Partei, Illankai Tamil Arasu Kachchi (ITAK). In englischsprachigen Presseorganen in Sri Lanka und in der internationalen Presse fungierte die neue Partei unter dem Namen Federal Party (FP), vor allem deswegen, weil ihr Hauptanliegen die Föderalisierung Sri Lankas mit der Bildung eines eigenen tamilischen Bundesstaats war. Weitere Forderungen waren die Gleichberechtigung von Tamil und Sinhala sowie die Beendigung der staatlichen Aktivitäten zur Ansiedelung von Nicht-Tamilen in den mehrheitlich tamilischen Gebieten.
Nachdem die Regierung unter S. W. R. D. Bandaranaike 1956 Singhalesisch zur alleinigen Staatssprache Sri Lankas erklärt hatte, nahmen die Spannungen zwischen den Volksgruppen zu und die ITAK avancierte zur bedeutendsten tamilischen Partei. Unter der Regierung von Dudley Senanayake kam es 1965 zu einem Ausgleichsversuch, der aber auf die Opposition singhalesischer Nationalisten stieß und keinen langen Bestand hatte. Die ITAK konnte in den 1950er und 1960er Jahren zwar nicht ihre Maximalforderungen durchsetzen, wirkte nach Parlaments- und Regionalwahlen aber häufig als Königsmacher oder als Zünglein an der Waage, da keine der großen Parteien Sri Lankas alleine die absolute Mehrheit im Parlament erlangen konnte und die Regierungen auf Mehrheitsbeschaffer angewiesen waren. Dadurch konnte die ITAK/FP wiederholt die Interessen der Tamilen zur Geltung bringen. Diese Situation änderte sich nach der Parlamentswahl in Ceylon 1970, als die United Front unter Sirimavo Bandaranaike mit 116 von 157 Sitzen eine Zwei-Drittel-Supermajorität im Parlament gewann. Die Möglichkeiten der politischen Einflussnahme waren für ITAK/FP damit zunichtegemacht. ITAK-Parteiführer Chelvanayakam war von dem Wahlergebnis so schockiert, dass er den vielzitierten Ausspruch tat, dass nun „nur noch Gott die Tamilen retten könne“.
Die Bedingungen für die tamilische Minderheit verschlechterten sich in der Folge deutlich, was wiederum zu einer Radikalisierung der Positionen ihrer politischen Führer führte. Am 14. Mai 1972 schlossen sich vier Tamilenparteien (All Ceylon Tamil Congress ACTC, Ceylon Workers’ Congress, Eelath Thamilar Otrumai Munnani und All Ceylon Tamil Conference) zur Tamil United Front, die sich später in Tamil United Liberation Front (TULF) umnannte, zusammen und 1976 ging auch die ITAK in dieser Organisation auf.

### ITAK als Teil der TULF
In der Vaddukoddai Resolution 1976 forderte die TULF nicht mehr die Föderalisierung Sri Lankas, sondern einen vollständig unabhängigen Tamilenstaat im Norden und Osten Sri Lankas. Diese Forderung wurde unisono von singhalesischen Politikern jeder Couleur zurückgewiesen. Bei der Parlamentswahl 1977 kehrten sich die politischen Vorzeichen um. Diesmal gewann die UNP eine Dreiviertelmehrheit im Parlament und setzte anschließend, gestützt auf diese komfortable Mehrheit Verfassungsreformen durch, die Sri Lanka von einem parlamentarischen in ein Präsidialsystem umwandelten. Die kleine Parlamentsfraktion der TULF blieb ohne politischen Einfluss und die Tamilen sahen ihre Interessen und Forderungen weiterhin unberücksichtigt. Ab 1983 brach offen der Bürgerkrieg zwischen den militanten Tamil Tigers (LTTE) und den singhalesisch geführten Regierungen aus. Die TULF geriet in ein Spannungsfeld, da sie einerseits die Interessen der Tamilen vertreten wollte, aber andererseits die Terroraktionen der LTTE ablehnte. Die LTTE reklamierte für sich den Alleinvertretungsanspruch für die Tamilen und scheute auch nicht davor zurück, prominente Tamilen, die ihre Aktionen kritisierten, zu ermorden. Viele höherrangige Politiker der TULF fielen Mordanschlägen der LTTE zum Opfer.
Im Jahr 2001 bildete sich aus TULF, Eelam People’s Revolutionary Liberation Front (EPRLF) und der Tamil Eelam Liberation Organisation (TELO) eine neue Allianz, die Tamil National Alliance (TNA). Die TNA erkannte formell die LTTE als Vertreterin der Tamilen in Sri Lanka an. Dies führte in der Folgezeit zum Bruch innerhalb der TULF.

### Geschichte seit 2004
Als die TNA bei der Parlamentswahl 2004 kandidieren wollte, musste sie dies unter dem Namen einer ihrer konstituierenden Parteien tun, da sie selbst nicht als politische Partei anerkannt war. Der TULF-Parteiführer V. Anandasangaree, ein ausgesprochener Kritiker der LTTE, verweigerte die Kandidatur unter dem Namen der TULF. Ein großer Teil der TULF-Anhänger, die die TNA unterstützen wollten, gründete daraufhin unter Führung von R. Sampanthan die ITAK neu und die TNA kandidierte bei der Wahl unter dem Namen der ITAK.
Parteivorsitzender wurde zunächst R. Sampanthan, der 2014 durch Mavai Senathirajah abgelöst wurde (Wiederwahl 2019).
Bei den Parlamentswahlen 2010 und 2015 kandidierte die TNA ebenfalls unter dem Namen der ITAK. Seit Ende des Bürgerkrieges 2009 ist das politische Ziel der Einrichtung eines selbstständigen Tamilenstaates vollends unrealistisch geworden und die ITAK ist zu ihrer früheren Forderung nach regionaler Selbstverwaltung der Tamilengebiete innerhalb Sri Lankas zurückgekehrt. Diese Forderung nach Einführung eines föderalen Systems wird allerdings bisher von allen größeren singhalesischen Parteien abgelehnt. Nach der Parlamentswahl 2015 besetzte die ITAK 11 Sitze innerhalb der 16 Sitze starken TNA-Parlamentsfraktion.